# Lijst van oorlogsmonumenten in Vijfheerenlanden
De Nederlandse gemeente Vijfheerenlanden heeft 7 oorlogsmonumenten. Hieronder een overzicht.
| Nr.  | Object                                  | Herdachte groep | Ontwerper                                   | Onthulling    | Type               | Locatie                               | Plaats                  | Coördinaten                   | Foto                 |
| ---- | --------------------------------------- | --- | ------------------------------------------- | ------------- | ------------------ | ------------------------------------- | ----------------------- | ----------------------------- | -------------------- |
| 651  | Oorlogsmonument                         | burgerslachtoffers | Cephas Stauthamer (1899-1983)               | 3 mei 1950    | beeld/sculptuur    | Buitenlandpoort, 4132 XB              | Vianen                  | 51° 59' 30" NB, 5° 5' 28" OL  | Oorlogsmonument      |
| 1182 | Monument 1940 - 1945                    | burgerslachtoffers | Architectenbureau A.A. Bos en Partners B.V. | 4 mei 1995    | gedenksteen        | Driemolensweg, 4128 LS                | Lexmond                 | 51° 57' 2" NB, 5° 0' 53" OL   | Monument 1940 - 1945 |
| 1183 | Herdenkingsmonument oorlogsslachtoffers | burgerslachtoffers | A. Krikke                                   | 4 mei 1999    | beeld/sculptuur    | Broekseweg, 4233 CS                   | Ameide                  | 51° 56' 50" NB, 4° 57' 57" OL |                      |
| 1861 | Oorlogsmonument                         | algemeen, koopvaardijpersoneel, militairen in dienst van het Nederlands Koninkrijk 1940-1945, burgerslachtoffers, burgers voormalig Nederlands-Indië, vervolgden Nederland, verzet Nederland | Ben Guntenaar                               | 30 april 1955 | beeld/sculptuur    | Stationsweg, 4141 HB                  | Leerdam                 | 51° 53' 39" NB, 5° 5' 32" OL  | Meer afbeeldingen    |
| 3616 | Oorlogsmonument                         | militairen in dienst van het Nederlands Koninkrijk na 1945, koopvaardijpersoneel, militairen in dienst van het Nederlands Koninkrijk 1940-1945, burgerslachtoffers, vervolgden Nederland     | Han Savelkoel                               | 4 mei 2011    | beeld/sculptuur    | Burgemeester Sloblaan 7, 4231 AA      | Meerkerk                | 51° 55' 13" NB, 4° 59' 47" OL | Meer afbeeldingen    |
|      | Britse- en Canadese graven              | R.A.F. en R.C.A.F. |                                             |               | begraafplaats/graf | Hei- en Boeicopseweg 110a, 4126 RL    | Hei- en Boeicop         | 51° 56' 52" NB, 5° 4' 2" OL   | Meer afbeeldingen    |
|      | Stolpersteine                           | vervolgden Nederland | Gunter Demnig                               |               | plaquette          | Zie Stolpersteine in Vijfheerenlanden | Ameide, Leerdam, Vianen |                               | Meer afbeeldingen    |

Amersfoort ·
Baarn ·
Bunnik ·
Bunschoten ·
De Bilt ·
De Ronde Venen ·
Eemnes ·
Houten ·
IJsselstein ·
Leusden ·
Lopik ·
Montfoort ·
Nieuwegein ·
Oudewater ·
Renswoude ·
Rhenen ·
Soest ·
Stichtse Vecht ·
Utrecht ·
Utrechtse Heuvelrug ·
Veenendaal ·
Vijfheerenlanden ·
Wijk bij Duurstede ·
Woerden ·
Woudenberg ·
Zeist